# St.-Georg-Schanze

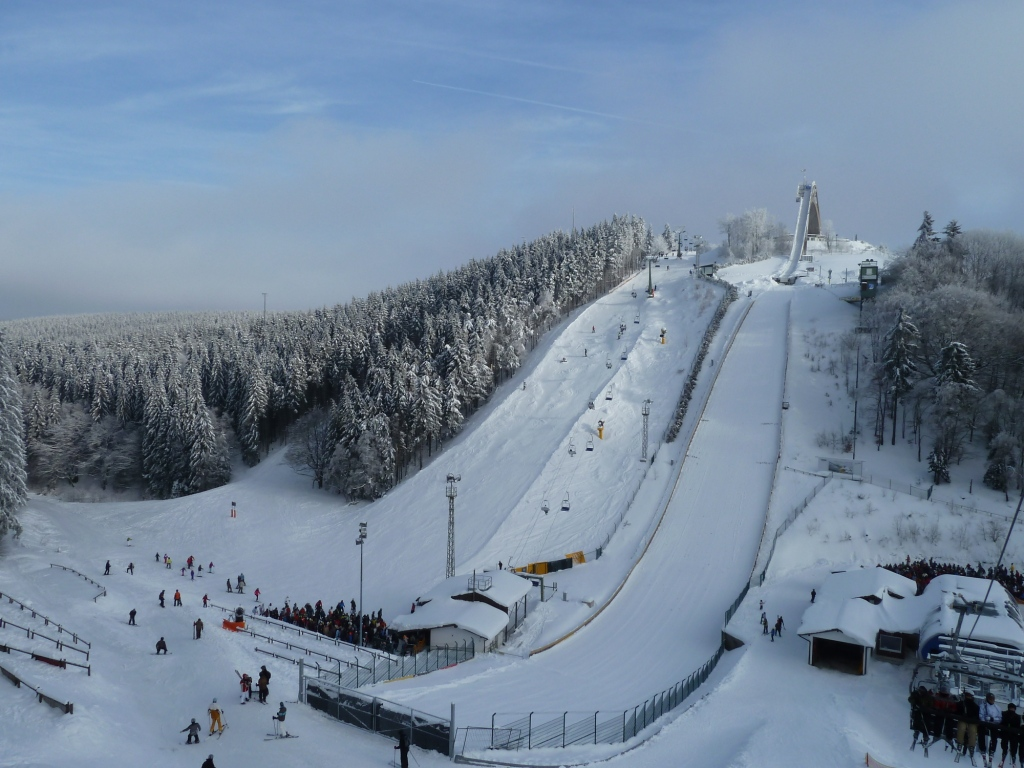
Blick aus Sessellift Quick-Jet am Poppenberg zum Herrloh mit St.-Georg-Schanze, Sessellift und Pisten im Skiliftkarussell Winterberg

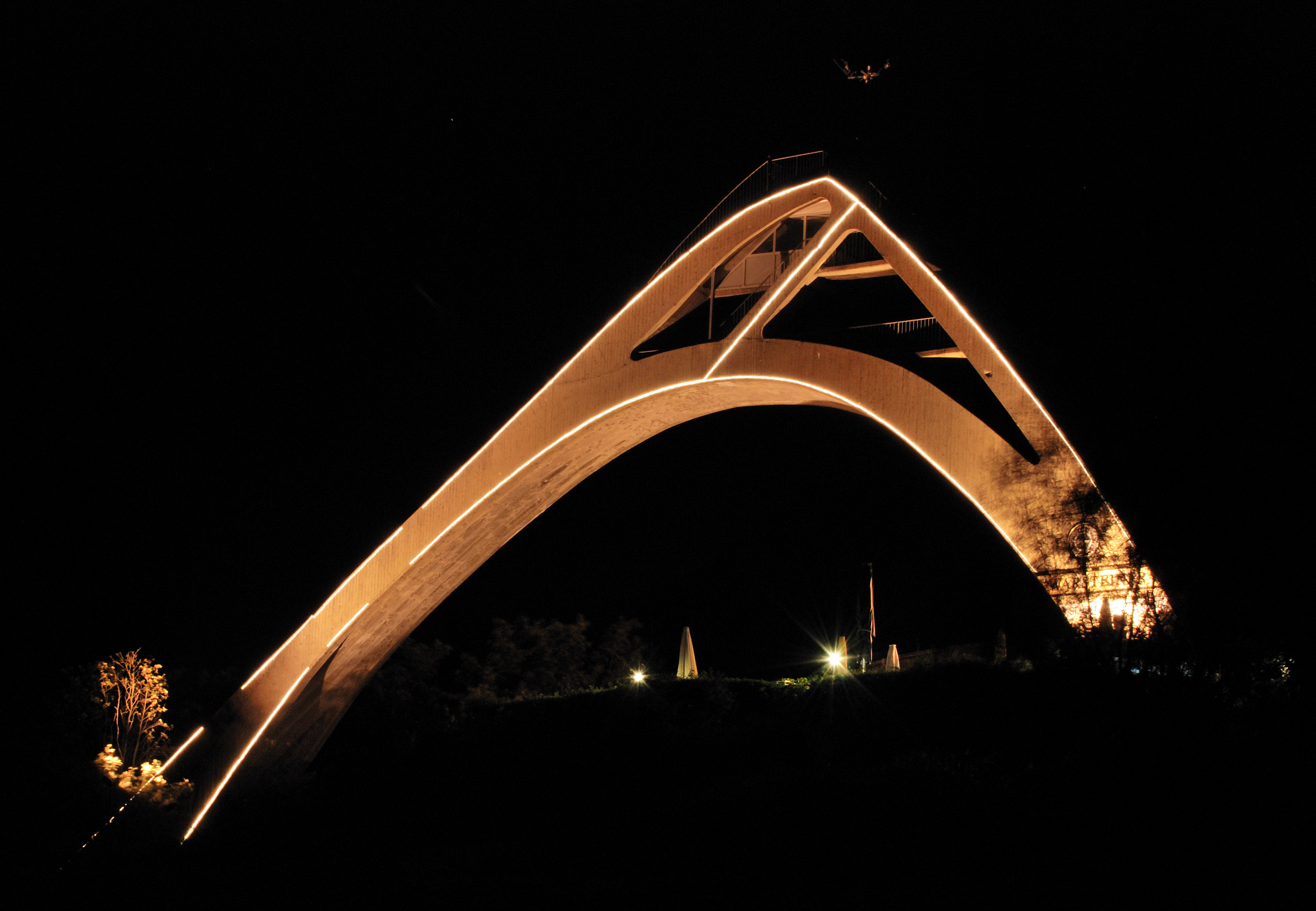
St.-Georg-Schanze (von Südsüdosten)

Die St.-Georg-Schanze bei Winterberg im nordrhein-westfälischen Hochsauerlandkreis ist eine auch als Mattenschanze genutzte Skisprungschanze im Skiliftkarussell Winterberg im Rothaargebirge.

## Geographische Lage

### St.-Georg-Schanze
Die St.-Georg-Schanze befindet sich im Nordostteil des Rothaargebirges im Naturpark Sauerland-Rothaargebirge etwa 1 km westlich vom Zentrum der Kernstadt des im Hochsauerland gelegenen Winterberg. Sie steht in Gipfelnähe auf dem Südwesthang des Herrlohs (732,9 m), der mit Aufsprungbahn und Auslauf der Schanze in das Tal des dort auf etwas mehr als 650 m ü. NHN verlaufenden Namenlose-Zuflusses Büre abfällt, auf rund 725 m Höhe; der Auslaufbereich überquert den Bach.

### Mattenschanzen
Etwas nordnordöstlich der St.-Georg-Schanze stehen auf dem Nordwesthang des Herrloh, noch näher am Gipfel, vier Kleinschanzen, die auch als Mattenschanzen genutzt werden. Der gemeinsam angelegte Auslauf dieser Schanzen, von denen drei eine gemeinsame Aufsprungbahn haben und deren kleinste linksseitig unterhalb der drei größeren Schanzen steht, ist auch zur Büre gerichtet, allerdings endet der Auslauf knapp 100 m vor dem dort auf knapp 645 m Höhe fließenden Bach.

## Geschichte und Beschreibung

### St.-Georg-Schanze
Seit 1928 stand an der Stelle der heutigen St.-Georg-Schanze eine Naturschanze. Nach dem Zweiten Weltkrieg (1939–1945) erhielt diese Schanze 1947 einen 19 m hohen Holzanlaufturm, der bei einem Unwetter (Gewitter) 1958 einstürzte. Die heutige Schanze wurde 1959 aus Stahlbeton in 8 Wochen Bauzeit mit 22 m Turmhöhe und 43 m Bogenspannweite errichtet. Ihr K-Punkt befindet sich unterschiedlichen Angaben zufolge bei 80 m oder 81 m.
Seit dem aufwändigen Umbau zur Ganzjahresanlage im Jahr 2000 mit Fertigstellung am 25. August 2000 ziehen dort stattfindende Wettbewerbe wie in den 1950er und 1960er Jahren wieder viele Besucher an. Auf der Schanze wurden bereits Deutsche Meisterschaften und der Sommer-Grand-Prix der Nordischen Kombination ausgetragen. Den Schanzenrekord hielt seit 26. August 2000 Manuel Fettner (Österreich) mit 89,5 m. Am 18. September 2016 sprang Constantin Schnurr (SV Baiersbronn) mit 90 m einen neuen Schanzenrekord.

### Mattenschanzen
Bereits 1907 wurde auf dem Herrloh auf aus Schnee bestehenden Kleinstschanzen mit Ski gesprungen, wobei Weiten bis 18 m erzielt wurden. Später wurden Sprungschanzen errichtet. Diese 2001 renovierten und umgebauten Schanzen werden derzeit vom Skiklub Winterberg (SK Winterberg) hauptsächlich zur Nachwuchsförderung genutzt. Ihre K-Punkte sind: K 8, K 24, K 34 und K 44. Den Schanzenrekord hält seit Oktober 2001 Peter Cramer mit 50,5 m.

## Restaurant und Aussichtsplattform
In die Architektur der St.-Georg-Schanze ist am Turmfuß das Panorama-Restaurant Schanzentreff mit Sonnenterrasse und nebenan befindlichem Kinderspielplatz integriert. Es besteht Zugang zur auf der Schanze befindlichen Aussichtsplattform, von wo aus der Blick im Rothaargebirge unter anderem zum Kahlen Asten und nach Winterberg sowie zu den nahen Mattenschanzen fällt.

## Galerie

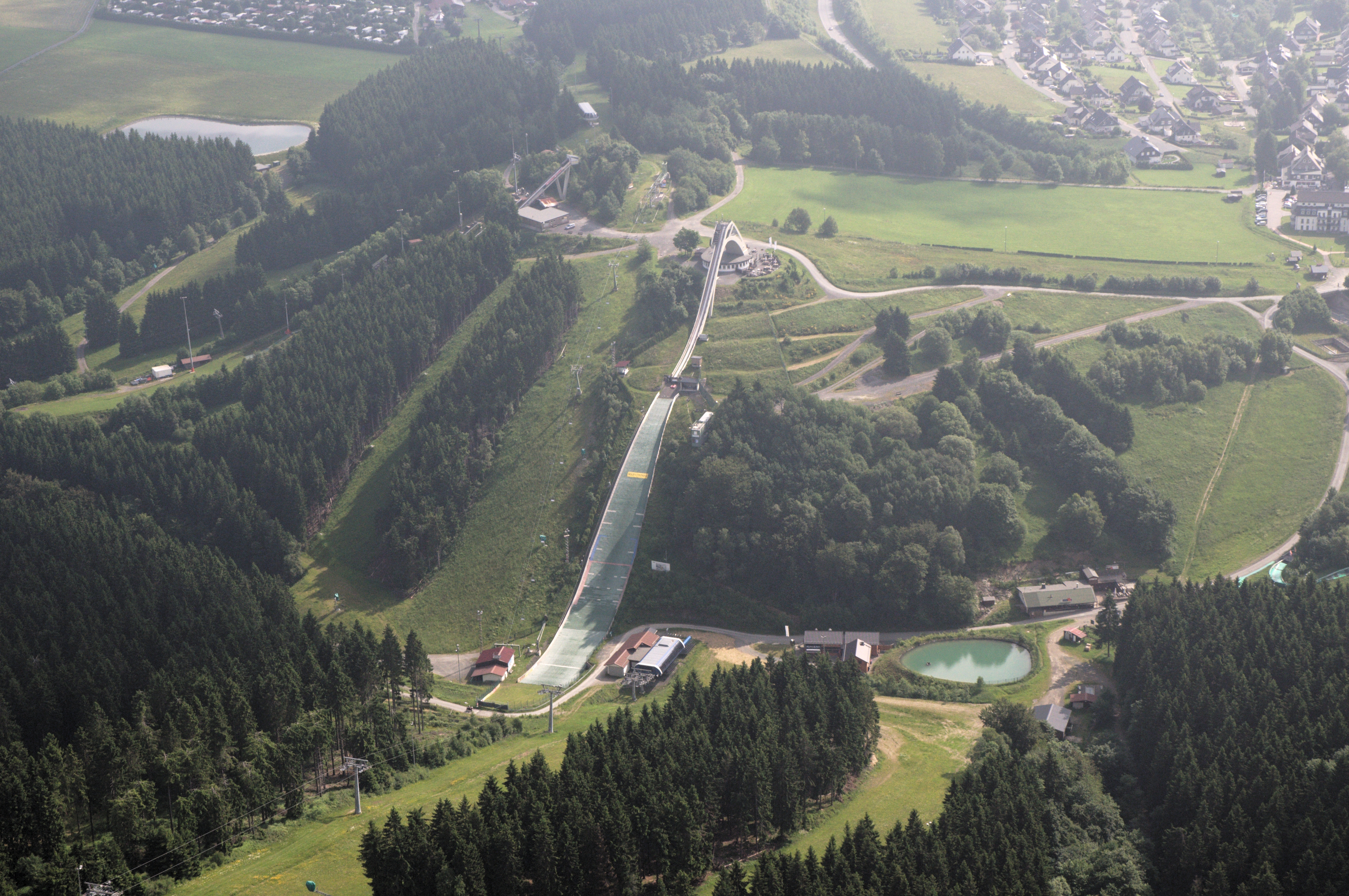
Aus der Luft (etwa von Südwesten): der Herrloh mit St.-Georg-Schanze, Skiliften, Mattenschanzen (links) und einigen Häusern von Winterberg
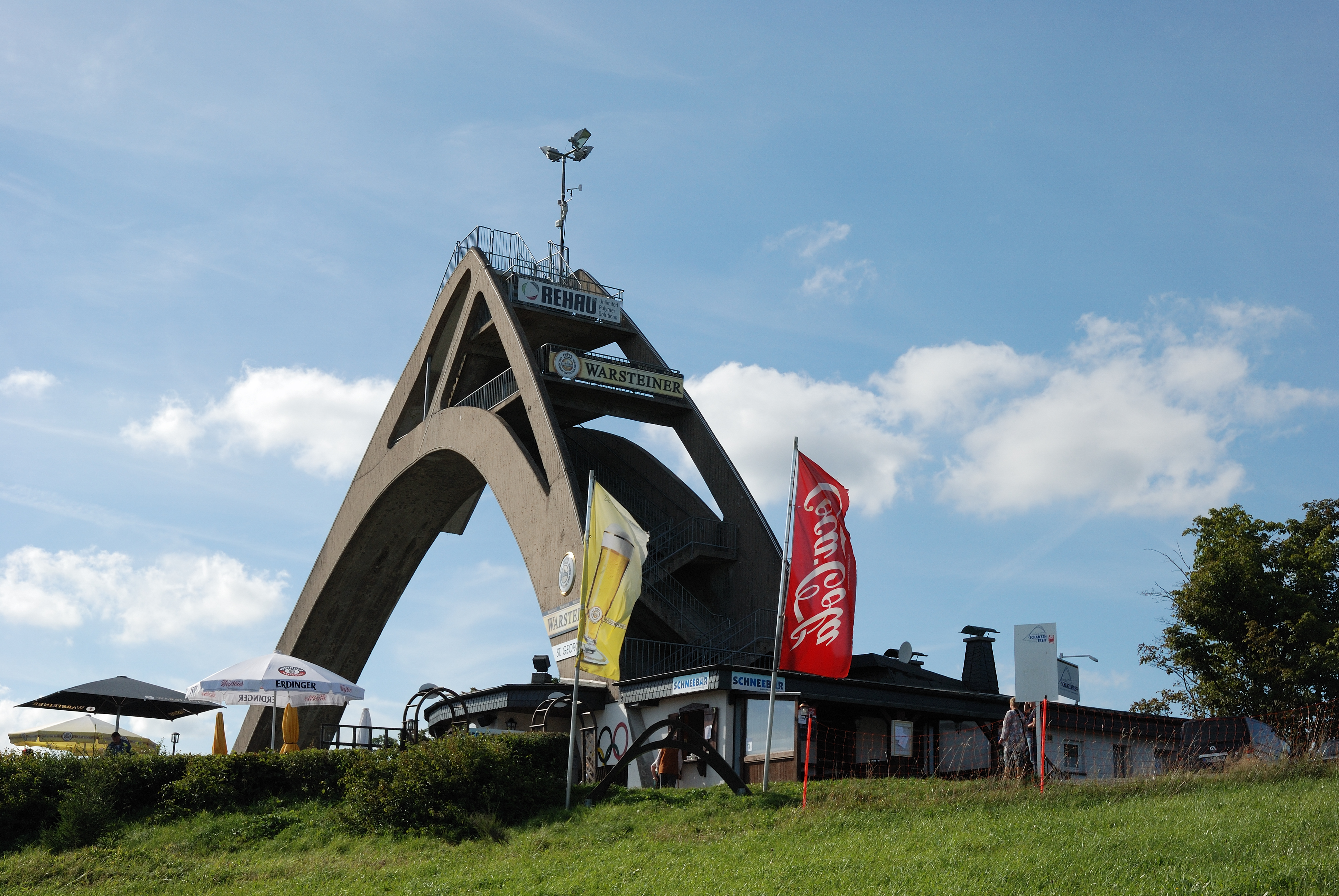
St.-Georg-Schanze mit Panorama-Restaurant Schanzentreff (von Südosten)
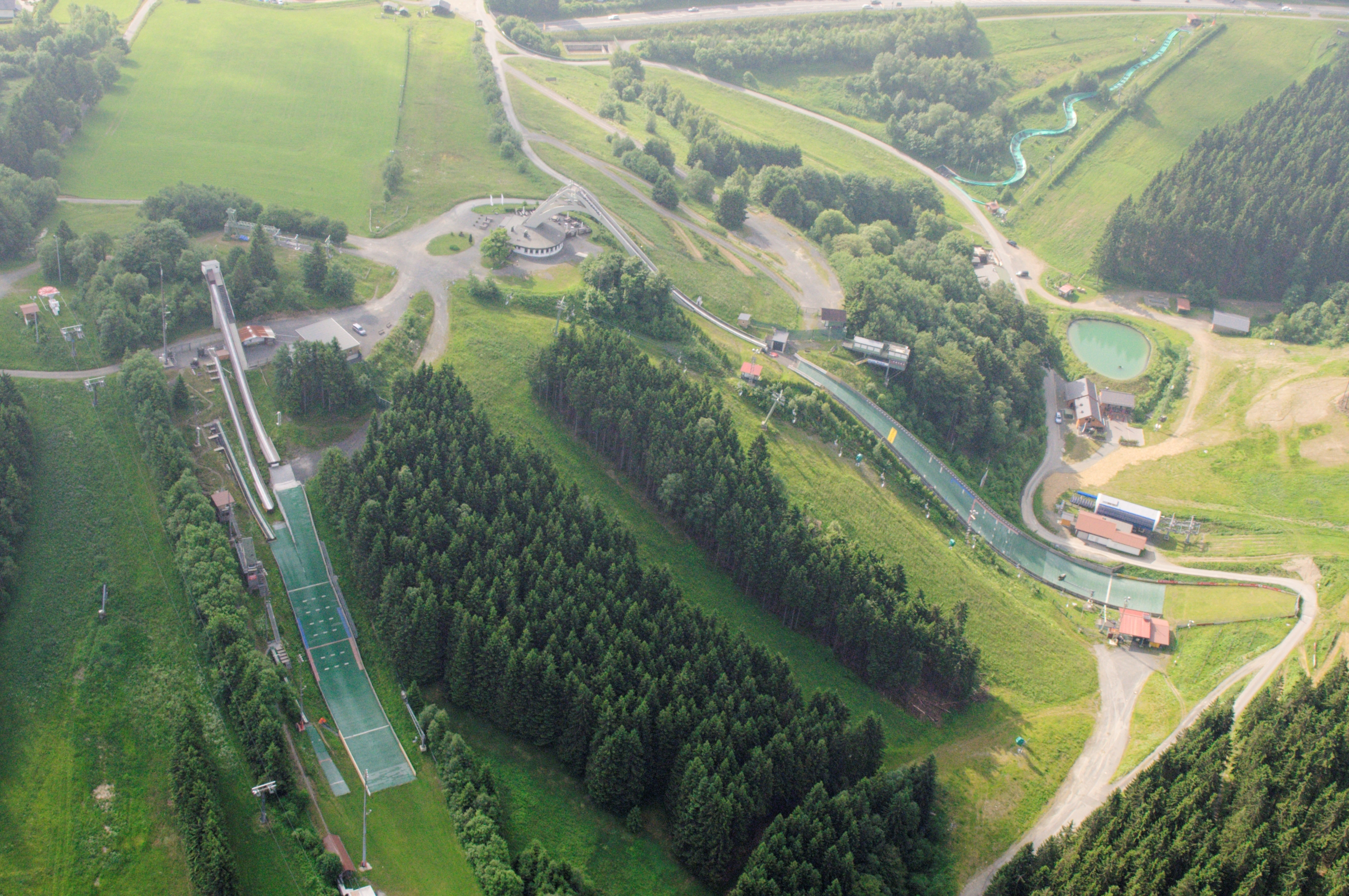
Aus der Luft (etwa von Nordwesten): St.-Georg-Schanze (mittig) mit vier Mattenschanzen (links) und einer Sommerrodelbahn (rechts oben)

## Internationale Wettbewerbe
Aufgelistet sind alle bisher auf der St.-Georg-Schanze von der FIS durchgeführten Sprungwettbewerbe:
| Datum             | Kategorie       | Schanze | 1. Platz                                                               | 2. Platz                                                         | 3. Platz                                                             |
| ----------------- | --------------- | ------- | ---------------------------------------------------------------------- | ---------------------------------------------------------------- | -------------------------------------------------------------------- |
| 26. August 2000   | Continental Cup | K80     | ÖsterreichThomas Hörl Manuel Fettner Stefan Thurnbichler Stefan Kaiser | TschechienJakub Janda Jakub Hlava Jakub Sucháček Jaroslav Sakala | FinnlandTeemu Pääkkönen Jussi Hautamäki Akseli Lajunen Toni Nieminen |
| 27. August 2000   | Continental Cup | K80     | Bjørn Einar Romøren                                                    | Manuel Fettner                                                   | Stefan Thurnbichler                                                  |
| 6. März 2009      | Junioren        | HS87    | Matej Dobovšek                                                         | Nico Polychronidis                                               | Stefan Hayböck                                                       |
| 7. März 2009      | Junioren        | HS87    | Dejan Judež                                                            | Žiga Mandl                                                       | Stefan Hayböck                                                       |
| 8. März 2009      | Junioren        | HS87    | Tomaž Naglič                                                           | Dejan Judež                                                      | Richard Freitag                                                      |
| 15. Dezember 2012 | Alpencup        | HS87    | Ema Klinec                                                             | Ramona Straub                                                    | Barbara Klinec                                                       |
| 15. Dezember 2012 | Fis Cup         | HS87    | David Unterberger                                                      | Florian Horst                                                    | Kang Chil-gu                                                         |
| 16. Dezember 2012 | Alpencup        | HS87    | Ema Klinec                                                             | Barbara Klinec                                                   | Ramona Straub                                                        |
| 16. Dezember 2012 | Fis Cup         | HS87    | Felix Schoft                                                           | David Unterberger                                                | Markus Eggenhofer                                                    |